# Списак градоначелника Приштине
Градоначелник Приштине је шеф града Приштине. Представља и заступа град Приштину и обавља извршну функцију. Према резултатима пописа становништва из 2011. године, Приштина је имала око 198.000 становника. Већину становништва чине Албанци, док следе Бошњаци, Срби, Роми и други. Површина Приштине је 572 km2. Приштина је културни, привредни и политички центар Косова и Метохије. Од 2021. функцију градоначелника обавља Перпарим Рама. Град је дом Универзитета у Приштини, Аеродрома Приштина и зграде аминистрације.

## Градоначелници
- Салих Гаши (2000—2002)
- Исмет Бећири (2002—2007)
- Иса Мустафа (2007—2013)
- Шпенд Ахмети (2013—2021)
- Перпарим Рама (2021—данас)